# 신용회복위원회
신용회복위원회(信用恢復委員會, Credit Counseling & Recovery Service ; 약칭 신복위 또는 CCRS)는 서민의 금융생활 지원에 관한 법률에 따라 개인채무자의 채무조정을 통해 서민의 안정적인 금융생활과 경제, 사회의 균형있는 발전을 위해 설립된 특수법인이다. 서울특별시 중구 세종대로 124, 6층, 7층, 8층 (태평로1가, 한국프레스센터)에 위치하고 있다.

## 연혁
- 2003년 11월 1일 비영리 사단법인 신용회복위원회 출범[4]

## 주요 업무
- 채무상담 및 조정
- 소액금융 및 신용보증 지원
- 재창업 및 취업 지원
- 신용관리교육

## 조직
- 신용회복위원회 위원장
  - 심의위원회
  - 융자위원회
  - 재창업지원위원회
  - 감사
    - 감사팀

  - 사무국장
    - 경영지원본부
      - 경영기획부
      - 제도기획부
      - 심의지원팀
      - 소액금융부
      - 보증지원부
      - 인사회계팀
      - 재산관리팀
      - 홍보팀
      - IT지원팀

    - 상담지원본부
      - 이행지원팀
      - 이행안내팀
      - 업무지원부

## 소속기관
- 신용관리교육원
- 상담센터

### 지부
- 강릉지부 : 강원도 강릉시 경강로 2110 동아빌딩 5층
- 경기도지부 : 경기도 수원시 팔달구 인계동 1018 현대증권빌딩 9층
- 고양지부 : 경기도 고양시 일산동구 장항동 890-7 흥국생명빌딩 5층
- 광주지부 : 광주광역시 동구 금남로5가 127 금호종합금융빌딩 6층
- 대구지부 : 대구광역시 중구 북성로1가 6-1 대우빌딩 4층
- 대전지부 : 대전광역시 중구 오류동 188-15 사학연금회관 5층
- 마산지부 : 경상남도 창원시 마산회원구 석전동 224-5 한화생명빌딩 7층
- 부산지부 : 부산광역시 연제구 연산동 1422-8번지 국민연금공단 6층
- 서부산지부 : 부산광역시 사상구 괘법동 546-1 엠시티 빌딩 7층
- 성남지부 : 경기도 성남시 분당구 야탑1동 367-1 분당BYC빌딩 6층
- 순천지부 : 전라남도 순천시 저전동 226-2 동양생명빌딩6층
- 안산지부 : 경기도 안산시 단원구 고잔동 541-2 남양빌딩 5층
- 영등포지부 : 서울특별시 영등포구 영등포동2가 28-130 가야벤처빌딩 8층
- 울산지부 : 울산광역시 남구 달동 873-6번지 삼호빌딩 10층
- 원주지부 : 강원도 원주시 무실동 1 원주시청 2층
- 의정부지부 : 경기도 의정부시 의정부동 195-6 태흥빌딩 4층
- 인천지부 : 인천광역시 남구 주안동 300-6, 4층 (우리은행 옆 건물 4층)
- 전주지부 : 전라북도 전주시 덕진구 금암동 472-3번지 한화생명빌딩 6층
- 제주지부 : 제주특별자치도 제주시 이도 1동 1736-1 흥국생명 빌딩 3층
- 천안지부 : 충청남도 천안시 동남구 신부동 467-5 삼성생명빌딩 7층
- 청주지부 : 충청북도 청주시 상당구 북문로1가 9-3 대우증권빌딩 2층
- 포항지부 : 경상북도 포항시 북구 죽도2동 715-7 교보생명빌딩 7층

### 출장상담소
- 강남출장상담소 : 서울특별시 강남구 대치동 889-13 금강타워 7층(강남고용센터 7층)
- 강원도청출장상담소 : 강원도 춘천시 중앙로 1(봉의동) 강원도청 별관 1층 민원과
- 개인회생파산종합지원센터출장상담소 : 서울특별시 서초구 서초동 1553-3 스타갤러리빌딩 9층
- 관악출장상담소 : 서울특별시 구로구 구로3동 182-4 대륭포스트타워3차 2층(관악고용센터 2층)
- 구미출장상담소 : 경상북도 구미시 송정동 52 구미고용센터 5층
- 김포출장상담소 : 경기도 김포시 장기동 1604 월드타워 3층(김포고용센터 3층)
- 남양주동부출장상담소 : 경기도 남양주시 화도읍 마석우리 292-2번지
- 남양주서부출장상담소 : 경기도 남양주시 진건읍 용정리 781-2 서부희망케어센터 별관 1층 삼성미소재단 내
- 목포출장상담소 : 전라남도 목포시 상동 1121-4번지 목포고용센터 1층
- 부천출장상담소 : 경기도 부천시 원미구 중3동 1086-3 부천고용센터 2층
- 서울북부출장상담소 : 서울특별시 강북구 한천로 953 고용노동부 서울북부지청
- 안양출장상담소 : 경기도 안양시 만안구 안양4동 676-91 안양메쎄타워 3층(안양고용센터 3층)
- 춘천출장상담소 : 강원도 춘천시 석사동 885-3 넥서스빌딩 2층(춘천고용센터 2층)
- 통영출장상담소 : 경상남도 통영시 광도면 죽림리 1580-18 통영고용센터 4층

## 같이 보기
- 미소금융중앙재단